# Xenoctenus kaatinga
Espèce
Xenoctenus kaatinga est une espèce d'araignées aranéomorphes de la famille des Xenoctenidae.

## Distribution
Cette espèce est endémique du Brésil. Elle se rencontre dans les États du Piauí, du Pernambouc et de Bahia.

## Description
Le mâle mesure 10,20 mm et la femelle 14,40 mm, les mâles mesurent de 8,75 à 11,3 mm et les femelles de 13,8 à 14,4 mm.

## Systématique et taxinomie
Cette espèce a été décrite par Faustino-Magalhaes et Santos en 2024.

## Étymologie
Son nom d'espèce lui a été donné en référence au lieu de sa découverte, la Caatinga.

## Publication originale
- Faustino-Magalhaes, Piacentini & Santos, 2024 : « The desert wolf-spider genus Xenoctenus: two endemic species from the Brazilian Caatinga, and a redescription of the type-species, X. unguiculatus (Araneae: Xenoctenidae). » Zootaxa, no 5399(5), p. 517-539.